# Triglitz
Triglitz est une commune allemande de l'arrondissement de Prignitz, Land de Brandebourg.

## Géographie
Triglitz se situe sur la Kümmernitz.
La commune comprend Mertensdorf (dont Schmarsow), Silmersdorf (dont Neu Silmersdorf) et Triglitz (dont Klein Triglitz).
|         | Marienfließ |               |
| Putlitz | Triglitz    | Kümmernitztal |
|         |             | Pritzwalk     |

Silmersdorf se trouve sur la Bundesautobahn 24.

## Histoire
Triglitz est mentionné pour la première fois en 1407 sous le nom de Trygglitze.
Le 31 décembre 2001, les communes Mertensdorf, Silmersdorf et Triglitz forment une nouvelle grande commune qui prend le nom de Triglitz.

## Personnalités liées à la commune
- Friedrich Langhoff (1818-1887), homme politique
- Richard Kackstein (1903–1966), homme politique nazi

## Source, notes et références
- (de) Cet article est partiellement ou en totalité issu de l’article de Wikipédia en allemand intitulé « Triglitz » (voir la liste des auteurs).